# Duquesa de Cambridge
A atual Duquesa de Cambridge é Catarina Middleton, esposa de Guilherme, Duque de Cambridge. Duas outras mulheres já foram portadoras deste título:
- Carolina de Ansbach, esposa de Jorge II;
- Augusta de Hesse-Cassel, esposa do filho mais novo de Jorge III.

## Duquesas de Cambridge
| Imagem | Nome                    | Nascimento           | Casamento            | Tornou-se duquesa     | Marido                 | Encerrou como duquesa                         | Morte                  |
| ------ | ----------------------- | -------------------- | -------------------- | --------------------- | ---------------------- | --------------------------------------------- | ---------------------- |
|        | Carolina de Ansbach     | 1 de março de 1683   | 22 de agosto de 1705 | 9 de novembro de 1706 | Príncipe Jorge Augusto | 11 de junho de 1727 tornou-se rainha consorte | 20 de novembro de 1737 |
|        | Augusta de Hesse-Cassel | 25 de julho de 1797  | 7 de maio de 1818    | 7 de maio de 1818     | Príncipe Adolfo        | 6 de abril de 1889                            | 6 de abril de 1889     |
|        | Catarina Middleton      | 9 de janeiro de 1982 | 29 de abril de 2011  | 29 de abril de 2011   | Príncipe Guilherme     | Incumbente                                    |                        |